# Vicenta Camacho Abad
Vicenta Camacho Abad (Osma-La Rasa, 1921 - Madrid 19 juliol 2014) Va ser una activista sindical espanyola, militant del PCE, la UGT i CCOO. Va patir la Repressió Franquista.
Filla d'una família de ferroviaris, el pare era guardaagulles i la mare guardabarrera. Tenia dues germanes i un germà: Josefa, Nati i  Marcelino Camacho Abad. La mare va morir molt aviat, anys després Nati i el 1941 Josefa.
El 1931, amb només 10 anys, Vicenta Camacho, amb la bandera, va encapçalar la manifestació popular de Burgo de Osma, per commemorar la proclamació de la Segona República. Durant aquells anys, el pare i el germà van estar afiliats al sindicat de ferroviaris de la UGT. A l'esclat de la Guerra Civil, van fugir del poble, que havía quedat a la zona nacional, per anar a lluitar amb el bàndol republicà, però van ser capturats i enviats a batallons disciplinaris. Vicenta Camacho i la seva germana Josefa es van traslladar a casa d'uns familiars de Madrid i van treballar de modistes. El 1941, després de la mort de Josefa, Vicenta va enfrontar-se a penalitats econòmiques, amb el pare i el germà a la presó i la cosina vídua amb dos fills petits.
Sempre en contacte amb el PCE, va col·laborar en la divulgació i distribució del Mundo Obrero, que feien arribar a les presons. El 1943 va ser detinguda i després d'interrogatoris i tortures, va ser jutjada en Consell de Guerra i enviada a la Presó de dones de Ventas i més tard a l'Antiga Presó de Segòvia, on va estar reclosa més de 8 anys. Va participar, juntament amb Manolita del Arco, Palmira Sanjuan, Maria Salvo, Soledad Real, Juana Doña i altres, en la vaga de fam i totes les accions reivindicatives per millorar les condicions de vida i la dignitat de les preses. Un cop alliberada, va tornar a Madrid. Malalta i sense possibilitats de trobar feina, va tornar a cosir a domicili, sense deixar de militar al PCE en la clandestinitat.
El 1957, el seu germà Marcelino Camacho que, després d'haver passat per diversos camps de concentració i presons, s'havia exiliat a Orà, va poder tornar a Espanya, amb la seva esposa Josefina Samper
El 1960, Vicenta Camacho va formar part dels amics de la UNESCO, es va implicar en la defensa dels drets humans i també va col·laborar en l'organització del que seria el futur sindicat de Comissions Obreres. El 1964 es va integrar al MDM (Movimiento democrático de mujeres) que ajudava els presos polítics. El 1970 va ser detinguda, juntament amb la seva cunyada Josefina Samper, per participar en la campanya de mobilització contra el Procés de Burgos. El 1972 va ser multada, arran del seu viatge a Itàlia, on va divulgar als mitjans internacionals la situació dels encausats en el Procés 1.001
El 1977, dos anys després de la mort del General Franco, va poder treballar a l'Hospital Ramón y Cajal de Madrid i va continuar participant en totes les lluites i mobilitzacions per els drets que encara faltaven conquerir. El 1987 es va jubilar i va militar a la Federació de Pensionistes i Jubilats. El 2012 va participar en el I Congrés de víctimes del franquisme.Va morir a Madrid als 93 anys.